# Cấu tạo giá trị của tư bản

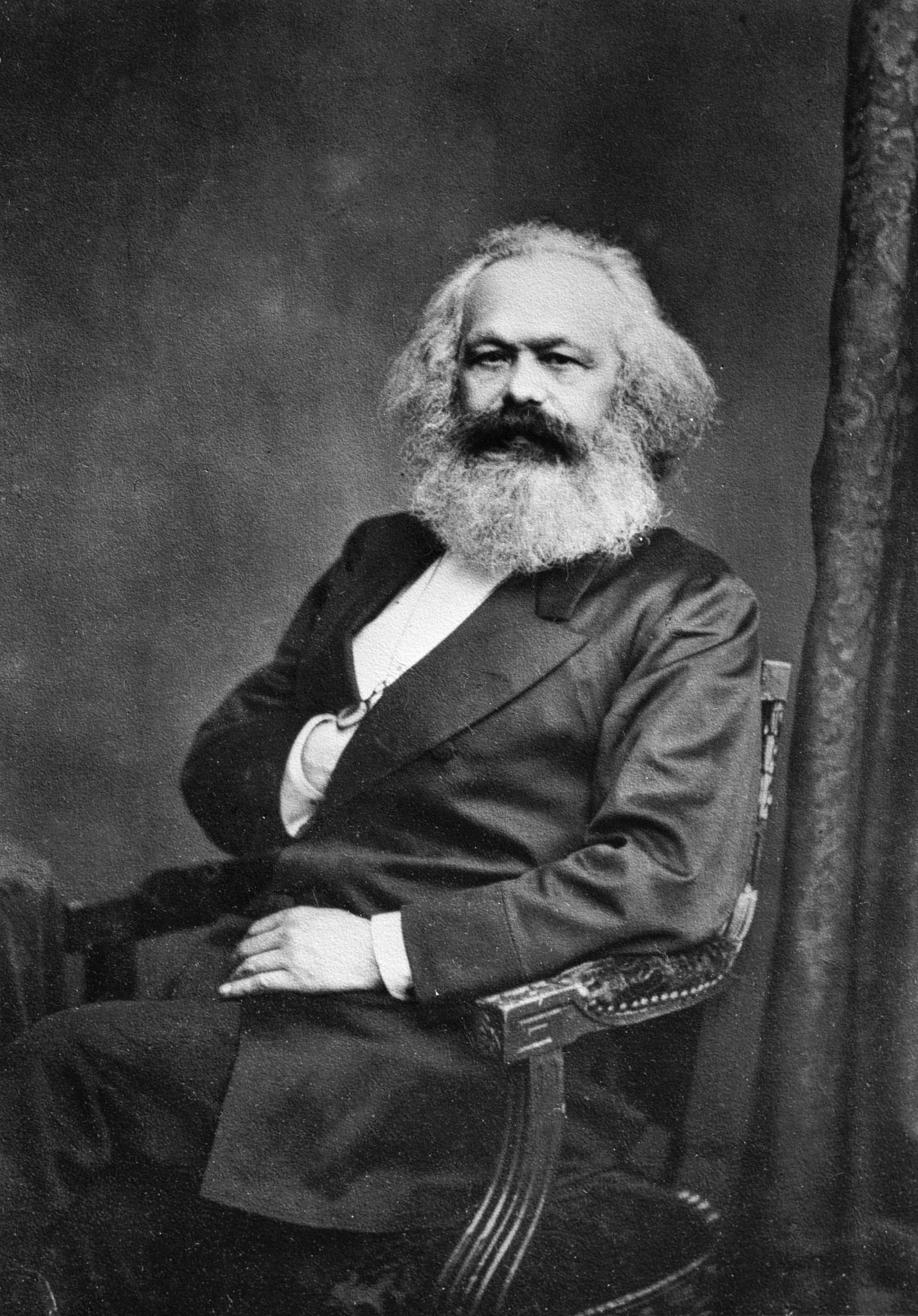
Mác

Trong kinh tế chính trị Marx-Lenin, cấu tạo giá trị của tư bản là một bộ phận trong cấu tạo của tư bản, đó là tỷ lệ theo đó tư bản phân thành tư bản bất biến (hay giá trị của tư liệu sản xuất) và tư bản khả biến (hay giá trị của sức lao động) cần thiết để tiến hành sản xuất. Cấu tạo kỹ thuật thay đổi sẽ làm cho cấu tạo giá trị thay đổi.

## Đặc điểm
Marx đã dùng phạm trù cấu tạo hữu cơ của tư bản để chỉ mối quan hệ đó. Nói một cách khác, cấu tạo giá trị của tư bản chính là tỉ lệ giữa tư bản bất biến với tư bản khả biến. Thông thường, cấu tạo giá trị do cấu tạo kĩ thuật quyết định. Ngoài ra, sự thay đổi của cấu tạo giá trị còn chịu ảnh hưởng của những nhân tố khác như sự thay đổi của tư bản bất biến do biến động của giá cả những tư liệu sản xuất trên thị trường, sự thay đổi của tư bản khả biến (với số công nhân không thay đổi) do tiền công danh nghĩa của công nhân thay đổi.
Cấu tạo giá trị không đồng nhất với cấu tạo hữu cơ của tư bản. Trong trường hợp cấu tạo giá trị của tư bản phản ánh sự thay đổi cấu tạo kĩ thuật thì đó là cấu tạo hữu cơ của tư bản. Nhưng trong một số trường hợp, sự thay đổi cấu tạo giá trị của tư bản độc lập so với cấu tạo kĩ thuật thì không gọi là cấu tạo hữu cơ của tư bản.
Cấu tạo giá trị của tư bản trong chừng mực cấu tạo giá trị đó do cấu tạo kĩ thuật của tư bản quyết định và phản ánh trạng thái cấu tạo kĩ thuật của tư bản. Cấu tạo của tư bản có hai mặt: Mặt vật chất và mặt giá trị. 
- Về mặt vật chất, mỗi tư bản đều gồm tư liệu sản xuất và sức lao động dùng vào quá trình sản xuất. Tỉ lệ giữa khối lượng tư liệu sản xuất cần dùng và số lượng sức lao động tương ứng để vận hành những tư liệu sản xuất đó gọi là cấu tạo vật chất hay cấu tạo kĩ thuật của tư bản.
- Về mặt giá trị, mỗi tư bản đều gồm có một lượng tư bản bất biến nhất định và một lượng tư bản khả biến tương ứng. Tỉ lệ giữa tư bản bất biến và tư bản khả biến gọi là cấu tạo giá trị của tư bản.

## Cấu tạo hữu cơ
Cấu tạo hữu cơ của tư bản là cấu tạo giá trị của tư bản, do cấu tạo kỹ thuật quyết định và phản ánh sự thay đổi của cấu tạo kỹ thuật của tư bản. Do tác động thường xuyên của tiến bộ khoa học và công nghệ, cấu tạo hữu cơ của tư bản cũng không ngừng biến đổi theo hướng ngày càng tăng lên. Điều đó biểu hiện ở chỗ: bộ phận tư bản bất biến tăng nhanh hơn bộ phận tư bản khả biến, tư bản bất biến tăng tuyệt đối và tăng tương đối, còn tư bản khả biến thì có thể tăng tuyệt đối, nhưng lại giảm xuống một cách tương đối.